# Chorizopora atrox
Chorizopora atrox är en mossdjursart som beskrevs av Jean-Loup d'Hondt 1986. Chorizopora atrox ingår i släktet Chorizopora och familjen Chorizoporidae. Inga underarter finns listade i Catalogue of Life.